# Reykjavík Einherjar 2018
Questa voce raccoglie le informazioni riguardanti i Reykjavík Einherjar nella stagione 2018.
Gli Einherjar sono l'unica squadra senior islandese di football americano, perciò giocano unicamente incontri amichevoli. Esistono invece altre società giovanili, pertanto la formazione Under-19 gioca incontri validi per il titolo nazionale.

## Prima squadra

### Amichevoli
| Kópavogur 10 febbraio 2018, ore 20:00 | Reykjavík Einherjar | 14 – 19 | Carinthian Lions | Kórinn |

| Kópavogur 24 marzo 2018, ore 20:00 | Reykjavík Einherjar | 39 – 27 | Uppsala 86ers | Kórinn |

| Kópavogur 27 ottobre 2018, ore 17:30 | Reykjavík Einherjar | 50 – 0 | Cologne Falcons | Kórinn |

| Akranes 3 novembre 2018, ore 16:00 | Reykjavík Einherjar | 56 – 28 | Tyresö Royal Crowns | Akraneshollin |

## Under-19

### Campionato
| Reykjavík 15 dicembre 2018, ore 21:00 | Reykjavík Einherjar | 46 – 61 | Stormþursar | Egilshöll |

## Statistiche di squadra
| Competizione | %Vittorie | In casa | In casa | In casa | In casa | In casa | In casa | In trasferta | In trasferta | In trasferta | In trasferta | In trasferta | In trasferta | Totale | Totale | Totale | Totale | Totale | Totale |
| Competizione | %Vittorie | G       | V       | N       | P       | Pf      | Ps      | G            | V            | N            | P            | Pf           | Ps           | G      | V      | N      | P      | Pf     | Ps     |
| ------------ | --------- | ------- | ------- | ------- | ------- | ------- | ------- | ------------ | ------------ | ------------ | ------------ | ------------ | ------------ | ------ | ------ | ------ | ------ | ------ | ------ |
| Amichevoli   | .750      | 4       | 3       | 0       | 1       | 159     | 74      | 0            | 0            | 0            | 0            | 0            | 0            | 4      | 3      | 0      | 1      | 159    | 74     |
| Totale       | .750      | 4       | 3       | 0       | 1       | 159     | 74      | 0            | 0            | 0            | 0            | 0            | 0            | 4      | 3      | 0      | 1      | 159    | 74     |